# St. Quirinus (Langenfeld)

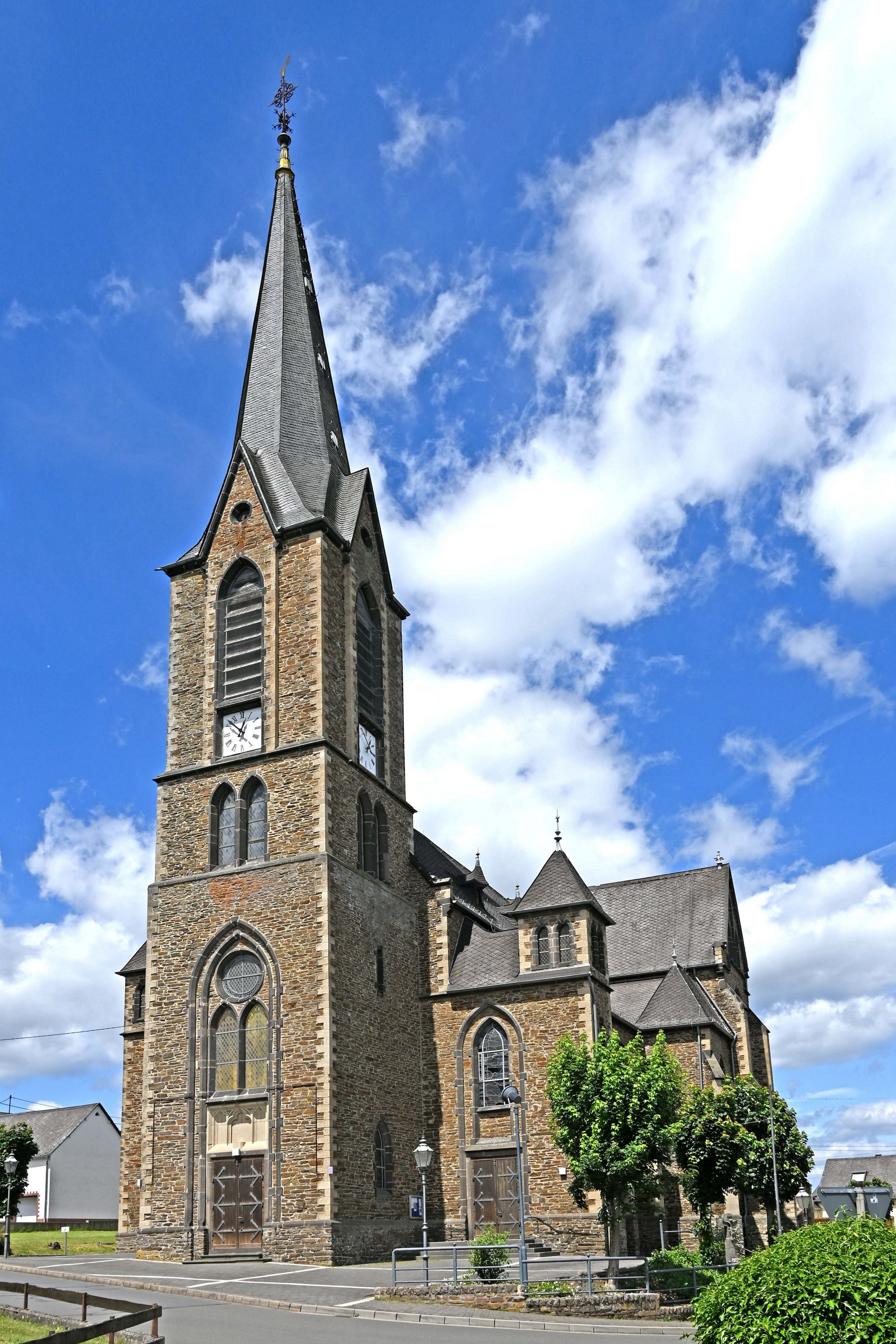
Kirche St. Quirinus in Langenfeld

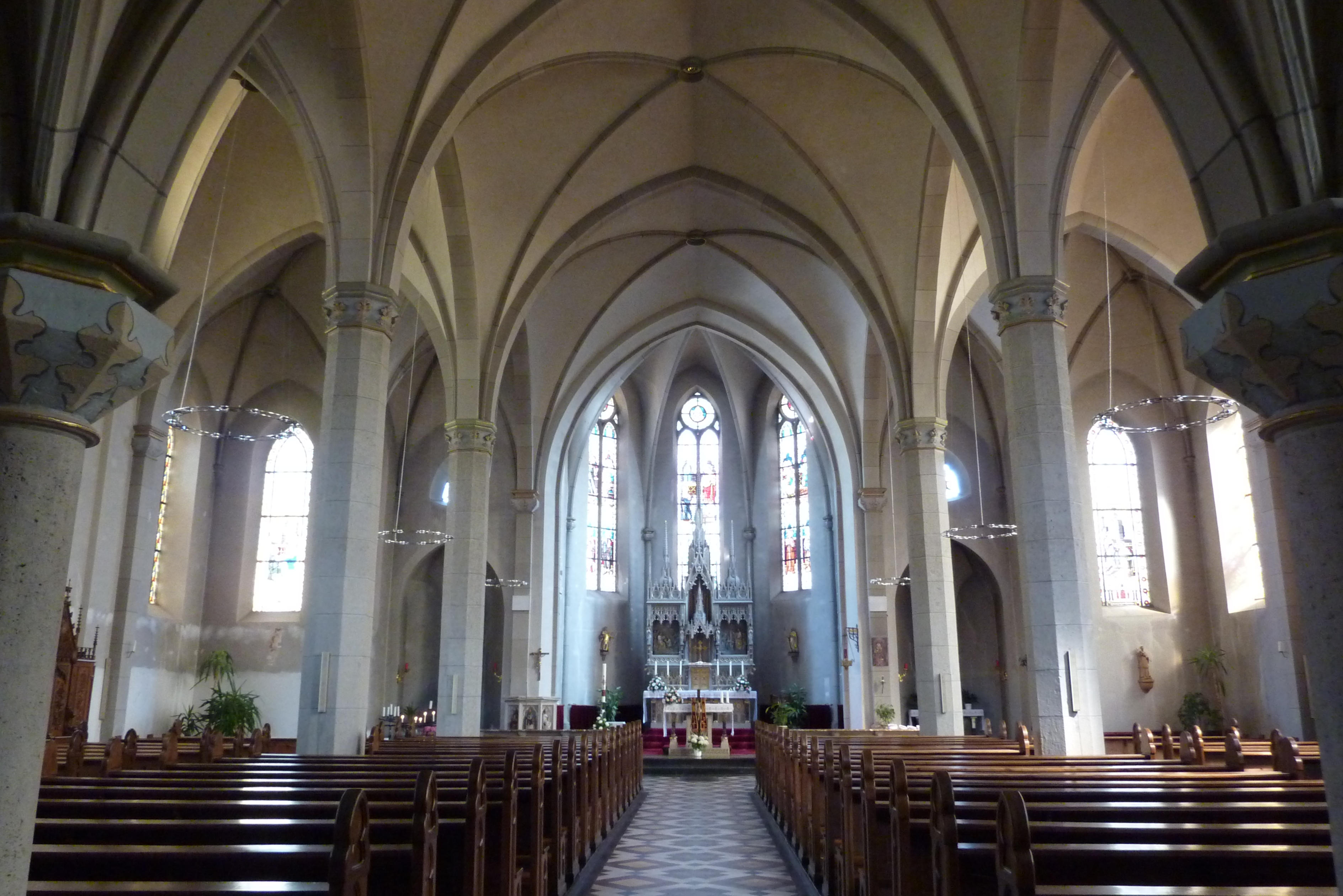
Innenansicht

Die katholische Pfarrkirche St. Quirinus in Langenfeld, einer Ortsgemeinde im Landkreis Mayen-Koblenz in Rheinland-Pfalz, wurde von 1894 bis 1898 errichtet.
Die dem heiligen Quirinus geweihte Hallenkirche wurde nach den Plänen des Architekten Gerhard Franz Langenberg (1842–1895) erbaut. Die Kirche in dem kleinen Ort wird wegen ihrer außergewöhnlichen Größe auch Eifeldom genannt. Die neugotische Kirche ist aus heimischem Bruchstein gebaut.